# Silvia Serafini
Pour les articles homonymes, voir Serafini.
Silvia Serafini, née le 28 juin 1989 à Trévise, est une coureuse de fond italienne spécialisée en skyrunning. Elle a remporté la médaille d'argent aux championnats d'Europe de skyrunning 2013 et a remporté trois titres de championne d'Italie de skyrunning.

## Biographie
Pratiquant la course de fond de manière traditionnelle sur piste et sur route, Silvia découvre les disciplines de course en montagne et de skyrunning en 2012. Appréciant la montagne et très à l'aise sur les parcours techniques, elle ne tarde pas à décrocher rapidement des podiums.
Elle se révèle sur la scène internationale du skyrunning et de course en montagne en 2012. Le 1er juillet, elle décroche la deuxième place au marathon du Mont-Blanc derrière Maude Mathys. Prenant part à sa première saison en Skyrunner World Series, elle y démontre d'emblée de bons résultats. Le 29 juillet, elle tient tête aux spécialistes du skyrunning et s'empare de la deuxième place au Giir di Mont derrière la fusée américaine Kasie Enman. Le 18 août 2012, elle survole littéralement les débats au marathon du Montcalm. Menant la course sur un rythme soutenu, elle s'impose en 5 h 1 min 17 s avec vingt minutes d'avance sur l'Espagnole Nuria Domínguez. Signant un nouveau record du parcours, elle s'empare également de la tête provisoire du classement général du la Skyrunner World Series. Le 17 septembre, elle prend le départ du Sentiero Delle Grigne. Menant la course devant la double gagnante Emanuela Brizio, elle s'impose aisément avec près de dix minutes d'avance. Sa victoire lui permet de s'emparer du titre de championne d'Italie de SkyMarathon,. Une semaine plus tard, elle enchaîne avec le Trail d'Oulx qu'elle remporte sans réelle concurrence en 5 h 15 min 51 s, sa plus proche rivale, Daniela Bonnet, terminant avec 35 minutes de retard. La course comptant comme épreuve Ultra SkyMarathon des championnats d'Italie de skyrunning, Silvia remporte son deuxième titre national dans la foulée. Le 14 octobre, elle se classe cinquième du Mount Kinabalu Climbathon, finale de la Skyrunner World Series. Elle termine troisième du classement général pour sa première saison grâce à ses podiums et deuxième du classement Sky derrière la Russe Zhanna Vokueva,.
Enchaînant ses succès, elle connaît une excellente saison 2013. Elle varie les épreuves et s'impose notamment au Lyon Urban Trail où elle domine aisément l'épreuve de 36 km, terminant avec plus de treize minutes d'avance sur Zhanna Vokueva. Le 18 mai, elle remporte le Marathon de la Grande Muraille de Chine en 3 h 32 min 12 s, battant de près de vingt minutes le précédent record du parcours. Le 9 juin, elle s'élance sur la SkyRace Valmalenco-Valposchiavo, courue sur le parcours de réserve de 26 km en raisons de chutes de neige. À la lutte avec Emanuela Brizio et Debora Cardone, Silvia ne parvient pas à distancer ses rivales mais garde l'avantage pour remporter la victoire. Le 7 juillet, elle fait à nouveau face à Emanuela Brizio sur le SkyMarathon Sentiero 4 Luglio. Donnant tout ce qu'elle a pour rester en tête, Silvia impose un rythme soutenu et s'impose en 5 h 10 min 10 s, signant un nouveau record du parcours. Elle prend ensuite part aux championnats d'Europe de skyrunning sur les épreuves de kilomètre vertical et de SkyRace courues dans le cadre de la Dolomites SkyRace. À la lutte avec la Tchèque Iva Milesová sur le kilomètre vertical, elle échoue finalement au pied du podium pour neuf secondes. Elle se fait voler la vedette par la Suédoise Emelie Forsberg sur la SkyRace. Tandis que cette dernière s'envole en tête pour décrocher le titre, Silvia se retrouve à la lutte avec les Espagnoles Nuria Domínguez et Maite Maiora. Prenant le meilleur sur ces dernières, Silvia parvient à décrocher la médaille d'argent, à dix minutes derrière Emelie. Une semaine plus tard, elle parvient à nouveau à réaliser une course dominatrice au Giir di Mont. Prenant le large dès le départ, elle impose son rythme soutenu et s'impose avec une demi-heure d'avance sur Emanuela Brizio. En septembre, elle participe à la Transalpine Run, faisant équipe avec l'Espagnole Oihana Kortazar. Les deux femmes dominent la compétition féminine, remportant toutes les étapes et s'imposant avec plus de quatre heures sur leurs plus proches rivales. En terminant sa saison avec une victoire à la SkyRace Monte Cavallo, elle s'adjuge le titre de championne d'Italie de SkyRace.

## Palmarès

### Route
| Année | Compétition              | Lieu   | Place | Épreuve  | Temps           |
| ----- | ------------------------ | ------ | ----- | -------- | --------------- |
| 2012  | Marathon de Sant'Antonio | Padoue | 6e    | Marathon | 2 h 44 min 29 s |
| 2013  | Marathon de Sant'Antonio | Padoue | 4e    | Marathon | 2 h 48 min 15 s |

### Course en montagne
| no  | féminin           | Course                 | Longueur | Départ           | Temps           |
| --- | ----------------- | ---------------------- | -------- | ---------------- | --------------- |
| 26e | Médaille d'argent | Marathon du Mont-Blanc | 42,2 km  | 1er juillet 2012 | 4 h 33 min 53 s |
| 89e | 5e                | Sierre-Zinal           | 31 km    | 12 août 2012     | 3 h 13 min 39 s |
| 13e | Médaille d'or     | Marathon du Montcalm   | 42,5 km  | 18 août 2012     | 5 h 1 min 17 s  |
| 58e | 4e                | Marathon du Mont-Blanc | 42,2 km  | 28 juin 2013     | 4 h 37 min 57 s |

### Skyrunning
| no   | féminin           | Course                                                   | Longueur | Départ            | Temps           |
| ---- | ----------------- | -------------------------------------------------------- | -------- | ----------------- | --------------- |
| 82e  | 5e                | Dolomites SkyRace                                        | 22 km    | 22 juillet 2012   | 2 h 35 min 39 s |
| 56e  | Médaille d'argent | Giir di Mont                                             | 32 km    | 29 juillet 2012   | 4 h 4 min 26 s  |
| 11e  | Médaille d'or     | Red Rock SkyMarathon                                     | 46 km    | 5 août 2012       | 5 h 13 min 14 s |
| 16e  | Médaille d'or     | Trofeo Scaccabarozzi - Sentiero Delle Grigne             | 43 km    | 17 septembre 2012 | 5 h 54 min 39 s |
| 12e  | Médaille d'or     | Trail d'Oulx                                             | 50 km    | 23 septembre 2012 | 5 h 15 min 51 s |
| 101e | 6e                | Zegama-Aizkorri                                          | 42,2 km  | 26 mai 2013       | 4 h 59 min 33 s |
| 40e  | Médaille d'or     | SkyRace Valmalenco-Valposchiavo                          | 26 km    | 9 juin 2013       | 2 h 39 min 54 s |
| 20e  | Médaille d'or     | SkyMarathon Sentiero 4 Luglio                            | 42 km    | 7 juillet 2013    | 5 h 10 min 10 s |
| 77e  | 4e                | Championnats d'Europe de skyrunning - Kilomètre vertical | 2,6 km   | 19 juillet 2013   | 43 min 18 s     |
| 77e  | Médaille d'argent | Championnats d'Europe de skyrunning - SkyRace            | 22 km    | 21 juillet 2013   | 2 h 36 min 55 s |
| 31e  | Médaille d'or     | Giir di Mont                                             | 32 km    | 28 juillet 2013   | 3 h 58 min 18 s |
| 31e  | Médaille d'argent | Matterhorn Ultraks 46K                                   | 46 km    | 24 août 2013      | 5 h 44 min 37 s |
| 12e  | Médaille d'or     | Sellaronda Trail Running                                 | 56,3 km  | 14 septembre 2013 | 6 h 26 min 1 s  |
| 51e  | 5e                | SkyMarathon Sentiero 4 Luglio                            | 42 km    | 4 juillet 2015    | 6 h 29 min 14 s |
| 46e  | Médaille d'argent | SkyMarathon Sentiero 4 Luglio                            | 42 km    | 2 juillet 2017    | 5 h 57 min 9 s  |
| 30e  | Médaille d'argent | Vesuvio Ultra Marathon                                   | 49 km    | 12 mai 2019       | 6 h 54 min 58 s |
| 33e  | Médaille d'or     | Maratón Alpino Madrileño                                 | 42 km    | 15 juin 2025      | 6 h 7 min 27 s  |

### Trail
| no  | féminin           | Course                                      | Longueur | Départ            | Temps           |
| --- | ----------------- | ------------------------------------------- | -------- | ----------------- | --------------- |
| 50e | 5e                | Grand Trail des Templiers                   | 69 km    | 26 octobre 2012   | 7 h 41 min 37 s |
| 41e | 5e                | North Face Endurance Challenge - California | 50 mi    | 1er décembre 2012 | 7 h 12 min 1 s  |
| 27e | Médaille d'or     | Lyon Urban Trail                            | 36 km    | 14 avril 2013     | 2 h 58 min 24 s |
| 4e  | Médaille d'or     | Marathon de la Grande Muraille de Chine     | 42,2 km  | 18 mai 2013       | 3 h 32 min 12 s |
| 30e | Médaille d'argent | Cortina Trail                               | 48 km    | 25 juin 2016      | 5 h 46 min 28 s |
| 27e | Médaille d'argent | Transgrancanaria Maratón                    | 42 km    | 24 avril 2017     | 3 h 47 min 6 s  |
| 19e | Médaille d'or     | Cortina Trail                               | 48 km    | 24 juin 2017      | 5 h 24 min 56 s |

## Records
| Épreuve              | Performance     | Date              | Lieu      |
| -------------------- | --------------- | ----------------- | --------- |
| 1 500 mètres         | 17 min 52 s 40  | 19 juillet 2011   | Trente    |
| 3 000 mètres         | 10 min 27 s 95  | 2 août 2011       | Trente    |
| 5 000 mètres         | 17 min 52 s 40  | 20 mai 2012       | Gorizia   |
| 3 000 mètres steeple | 11 min 21 s 50  | 24 septembre 2011 | Orvieto   |
| Semi-marathon        | 1 h 18 min 27 s | 15 avril 2012     | Mira      |
| 30 kilomètres        | 1 h 57 min 18 s | 25 mars 2012      | Belluno   |
| Marathon             | 2 h 44 min 29 s | 22 avril 2012     | Padoue    |
| 50 kilomètres        | 3 h 52 min 55 s | 7 février 2020    | Ein Bokek |